# DASA

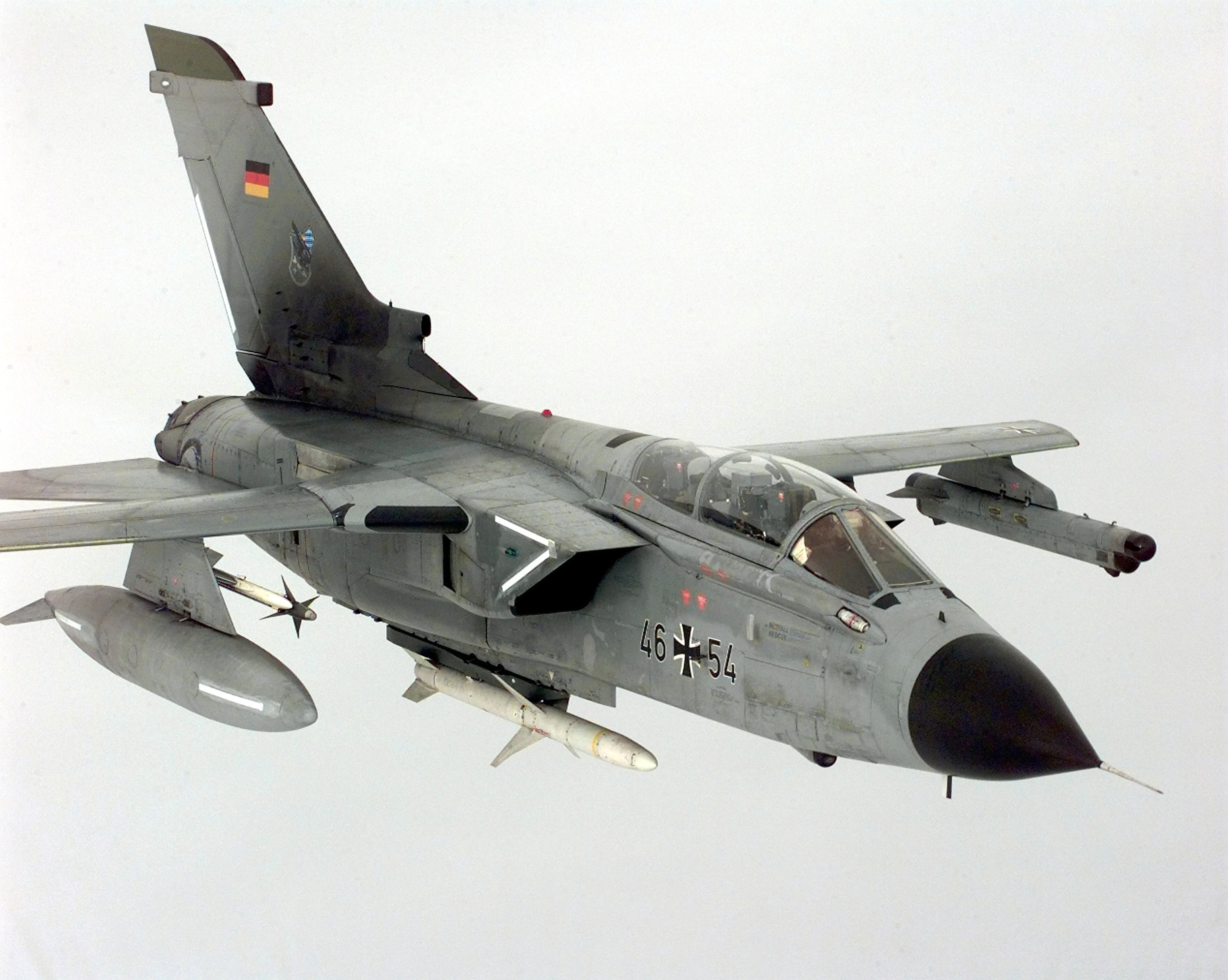
Panavia Tornado

DASA va ser la filial aeroespacial de Daimler AG des de 1989. El mes de juliol de 2000 es va fusionar amb Aérospatiale-Matra i CASA per formar EADS.

## Història
Deutsche Aerospace Aktiengesellschaft va ser fundada el 19 de maig de 1989 per la fusió de la branca aeroespacial de Daimler-Benz, la constructora de motors MTU Aero Engines München, i Dornier Flugzeugwerke. El mes de desembre de 1989, Daimler-Benz va adquirir Messerschmitt-Bölkow-Blohm (MBB) i la va fusionar a DASA.
El març de 1990, Daimler-Benz va iniciar una reestructuració important del nou grup, integrant les empreses anteriorment separades en cinc divisions: aeronaus, sistemes espacials, sistemes de defensa, sistemes civils i propulsió. Les diferents empreses continuaven existint conservant el seu nom però als voltants de 1992, la majoria (incloent-hi MBB i TST) estaven completament integrades. El 1992, la divisió d'helicòpters es va unir a la de Aérospatiale formant Eurocopter. L'1 de gener de 1995, l'empresa va canviar el seu nom a Daimler-Benz Aerospace AG. Amb la fusió que va tenir lloc l'any 1998 entre Daimler Benz i Chrysler, l'empresa va ser rebatejada com DaimlerChrysler Aerospace AG el 7 de novembre de 1998.
El 10 de juliol de 2000 DASA (excepte MTU) es va fusionar amb la francesa Aérospatiale-Matra i l'espanyola Construcciones Aeronáuticas SA (CASA) d'Espanya per formar European Aeronautic Defence and Space Company (EADS). L'anterior DaimlerChrysler Aerospace va passar a operar com EADS Alemanya.